# Eupromerella griseofasciata
Eupromerella griseofasciata là một loài bọ cánh cứng trong họ Cerambycidae.